# باشگاه فوتبال سوکیتا پولیسپورتیوا تره فیوری
باشگاه تره فیوری ، یک تیم فوتبال واقع در سان مارینو است. این تیم فوتبال با ۸ قهرمانی، رکورد دار قهرمانی در لیگ سان‌مارینو بوده و پر افتخار ترین تیم باشگاهی این کشور است. این تیم در فصل ۲۰۱۲-۲۰۱۱ توانست به ۴ مرحله قبل از مرحله گروهی، در لیگ قهرمانان اروپا برسد که این رکورد او در این تورنمنت بود. همچنین این تیم بهترین سابقه را در میان تیم های اهل کشور سان‌مارینو ، در لیگ قهرمانان اروپا را دارد.

## افتخارات
| عنوان رقابت                | عنوان فصل | رتبه در جدول       | رتبه کل                                                                           |
| -------------------------- | --------- | ------------------ | --------------------------------------------------------------------------------- |
| لیگ قهرمانی سان مارینو     | ۲۰۲۱-۲۰۲۲ | سوم                | سوم                                                                               |
| لیگ قهرمانی سان مارینو     | ۲۰۲۲-۲۰۲۳ | پنجم               | ۵ تا ۸                                                                            |
| لیگ قهرمانی سان مارینو     | ۲۰۲۳-۲۰۲۴ | ششم                | ۵ تا ۸                                                                            |
| جام حذفی فوتبال سان مارینو | ۲۰۰۹-۲۰۱۰ | ۱ از ۵             | قهرمان                                                                            |
| جام حذفی فوتبال سان مارینو | ۲۰۱۶-۲۰۱۷ | ۱ از ۳             | ۵ تا ۸                                                                            |
| جام حذفی فوتبال سان مارینو | ۲۰۱۸-۲۰۱۹ | .................. | قهرمان                                                                            |
| جام حذفی فوتبال سان مارینو | ۲۰۲۰-۲۰۲۱ | .................. | نائب قهرمان(۰-۰ در ۱۲۰ دقیقه و در ضربات پنالتی با نتیجه ۱۰-۹ در فینال شکست خورد.) |
| جام حذفی فوتبال سان مارینو | ۲۰۲۱-۲۰۲۲ | .................. | قهرمان                                                                            |
| جام حذفی فوتبال سان مارینو | ۲۰۲۳-۲۰۲۴ | .................. | ۳ یا ۴                                                                            |
| لیگ قهرمانان اروپا         | ۲۰۱۱-۲۰۱۲ | .................. | ۴ دور قبل از مرحله گروهی                                                          |
| لیگ قهرمانان اروپا         | ۲۰۲۰-۲۰۲۱ | .................. | ۶ دور قبل از مرحله گروهی                                                          |
| لیگ اروپا                  | ۲۰۲۰-۲۰۲۱ | .................. | ۳ دور قبل از مرحله گروهی                                                          |
| لیگ کنفرانس اروپا          | ۲۰۲۲-۲۰۲۳ | .................. | ۳ دور قبل از مرحله گروهی                                                          |